# Стабильность (фракция)
«Стабильность» — депутатская группа в Государственной Думе России I созыва. Основу фракции составили депутаты из различных политических фракций. Дата регистрации: 14 марта 1995 года. Группа была создана из депутатов, поддерживающих политику правительства РФ.
Политическая ориентация фракции — правоцентризм, поддержка Президента Б. Ельцина и Правительства В. Черномырдина, лоббизм, территориальная целостность России, переход на мажоритарную систему избрания депутатов. В Госдуме II-го созыва несколько депутатов, которым удалось добиться переизбрания, примыкали к различным политическим фракциям («Наш дом — Россия»).

## История
8—9 февраля 1995 года помощники Президента Б. Ельцина Г. Сатаров и А. Лившиц провели совещание с депутатами Государственной Думы, на котором была высказана идея создания депутатской группы, ориентированной на поддержку политики Президента и Правительства. За реализацию идеи взялись сразу две инициативных группы, одну из которых возглавляли депутаты И. Шичанин (избран по списку ПРЕС) и А. Головков (избран по списку «Выбора России»), другую создали депутаты А. Александров (избран по округу при поддержке блока «Выбор России») и А. Леушкин (избран по списку ДПР). В результате были созданы, а позднее и зарегистрированы две группы: левоцентристская и более самостоятельная «Россия», которую возглавил И, Шичанин, и правоцентристская, более лояльная властям «Стабильность» во главе с А. Леушкиным.
14 марта 1995 года Комитет по организации работы Государственной думы зарегистрировал группу «Стабильность», в которую вошли 36 депутатов Госдумы. Создание новых групп вызвало подозрения у парламентской оппозиции. Так, уже 15 марта, на пленарном заседании Думы лидер ЛДПР В. Жириновский предложил не регистрировать новых групп до конца года, за что проголосовало 159 депутатов. 5 апреля аналогичное предложение от имени фракции АПР внёс депутат Н. Харитонов, которого поддержали 165 человек. В тот же день 186 депутатов проголосовали за предложение Жириновского создать комиссию по расследованию финансовой деятельности А. Леушкина по созданию депутатских групп.
Дебют группы совпал с голосованием по проекту государственного бюджета в четвёртом чтении. 15 марта за правительственный проект проголосовали 20 из 35 членов группы, против был один (В. Леднев).
21—22 марта были выбраны сопредседатели группы, которыми стали А. Леушкин, Л. Жаданова, В. Кравцов, С. Маркидонов и Б. Хулхачиев. Назначено несколько координаторов группы, так координатором по политическим вопросам стал А. Александров. Представителем группы в Совете Государственной Думы избран Е. Бушмин.
9 апреля 1995 года члены группы создали Всероссийское общественно-политическое движение «Стабильная Россия».
Весной 1995 года произошёл конфликт между Президентом и большинством Госдумы из-за закона о выборах депутатов. В то время как большая часть парламентариев собирались сохранить прежнее соотношение между депутатами, избираемыми по партийным спискам и по одномандатным округам, Президент предлагал избирать 300 депутатов по округам и 150 по спискам. Группа «Стабильность» поддержала Президента. Лидер группы А. Леушкин, несмотря на то, что сам был избран по партийному списку, выступил против партийных списков, по которым в парламент попадает «кто попало».
21 июня 1995 года в Госдуме обсуждался вопрос о недоверии Правительству. С. Маркидонов, выступая от имени группы, предложил депутатам «не уподобляться Шамилю Басаеву в его попытках шантажа Правительства». Из членов «Стабильности» за недоверие Правительству выступили только три депутата (А. Генералов, А. Гуськов и В. Леднев), двое воздержались (С. Воронов и С. Маркидонов), против голосовали 13 человек. 1 июля А. Александров подтвердил позицию группы. За недоверие не проголосовал никто; воздержались двое - Е.Бушмин и А.Трушников; против проголосовали 29 депутатов.
12 июля 1995 года 11 членов группы «Стабильность» проголосовали против по вопросу создания специальной комиссии по выдвижению обвинения против Президента, за создание комиссии выступил только 3 депутат (А. Гуськов), 27 человек не стали участвовать в голосовании.
13 октября 1995 года при первом чтении проекта бюджета на 1996 год, за предложение Бюджетного комитета (передать проект, внесённый правительством, в согласительную комиссию без упоминания об отклонении) проголосовали 9 депутатов, предложение «Яблока» (отклонить с передачей в согласительную комиссию) поддержали 11 человек, в том числе 2 депутата голосовали за оба варианта. 18 октября принятие бюджета в первом чтении поддержали 10 депутатов, большинство выступили за передачу бюджета в согласительную комиссию. 15 ноября группа «Стабильность» проголосовала за проект бюджета в первом чтении в изначальной редакции (против — В. Леднев), против принятия бюджета в окончательной редакции (Лапшина—Чубайса) выступил только В. Миронов. 6 декабря большинство депутатов группы голосовали за бюджет во втором и третьем чтениях (в третьем — 19 голосов за из 36).

## Движение «Стабильная Россия»
9 апреля 1995 года в концертном зале московского гостиничного комплекса «Измайлово» состоялся учредительный съезд Общественного объединения «Стабильная Россия». Новая организация создавалась на основе депутатской группы «Стабильность». Сопредседателями движения стали депутаты А. Александров, Е. Бушмин, и Л. Жаданова, а также О. Аршба (президент Национальной информационной корпорации). В создании «Стабильной России» также принял участие генеральный директор «Фонда поддержки демократических преобразований» О. Петров (в июне избран председателем Исполкома движения). Зарегистрировано Министерством юстиции РФ 28 апреля.
Первоначально объединение вошло в состав избирательного объединения «Наш дом — Россия» (НДР), но после поражения в конкуренции внутри НДР приняло решение участвовать в выборах самостоятельно. Это решение привело к расколу внутри «Стабильной России». Часть лидеров вышли из него, в том числе А. Александров (вошёл в список НДР) и О. Аршба, Е. Бушмин выдвинулся кандидатом в депутаты Госдумы по Сергачскому избирательному округу №122 от НДР, однако зарегистрировался как независимый кандидат от группы избирателей. 10 сентября 1995 года состоялся съезд движения, на котором был утверждён общефедеральный список во главе с О. Петров, актрисой Э. Быстрицкой и предпринимателем А. Горловым (председатель правления Ассоциации военнослужащих «Содействие» и генеральный директор АО «Содействие»). 15 сентября Центризбирком РФ заверил федеральный список кандидатов и список кандидатов по одномандатным округам, выдвинутые избирательным объединением «Общественно-политическое движение „Стабильная Россия“».
На выборы движение шло под лозунгами борьбы за «удержание и поиск для российских товаропроизводителей как традиционных, так и новых рынков», выступало против «появления спекулятивного рынка земли», обещало «возвращение бежавших из страны капиталов», «многослойную продуманную реформу ценообразования под эгидой государства», «повышение налогов на имущество высокодоходных групп населения и одновременное существенное снижение налогов на все виды активов, используемых в виде инвестиций» и «создание эффективного механизма постепенного, но достаточно быстрого повышения качества жизни населения», предлагало отказаться от унифицированного курса и перейти к множественному обменному курсу рубля. 
17 декабря на выборах в Государственную думу II созыва за движение «Стабильная Россия» проголосовали 81 285 избирателей (0,12 %). Таким образом объединению не удалось преодолеть пятипроцентный заградительный барьер, ни одному из кандидатов «Стабильной России» по одномандатным округам также не удалось избраться.